# Bitwa w zatoce Hjorungavagr
Bitwa w zatoce Hjörungavágr (nor. Slaget ved Hjørungavåg) – półlegendarna bitwa morska, jaka miała zostać stoczona u schyłku X wieku pomiędzy flotą Jarlów z Lade i inwazyjną flotą duńską, której trzon główny stanowiły drakkary Jomswikingów, cieszących się złą sławą rozbójników morskich z Jomsborga.
Poganin Haakon Sigurdsson władał Norwegią jako wasal duńskiego króla Haralda Sinozębego, ale w rzeczywistości był władcą zupełnie niezależnym. Gdy Sinozęby postanowił, około 975 roku, wprowadzić w Norwegii chrześcijaństwo, Haakon zerwał stosunki z Danią. W tej sytuacji król wysłał na północ ekspedycję karną, która doprowadziła do starcia pod Hjörungavágr.
Bitwa została opisana w norweskich sagach królewskich, jak na przykład w „Heimskringla”, a także w „Jómsvíkinga saga” oraz w spisanych przez Saxo Grammaticusa „Gesta Danorum”. Te stosunkowo późne zapiski kronikarskie mają dość wątpliwą wartość, ale większość historyków uważa, że zawierają ziarno prawdy. Niektóre utwory średniowiecznych skandynawskich skaldów także wspominają o bitwie, m.in. pieśni Tora Kolbeinssona i Tindra Hallkelssona.
Jómsvíkinga saga prezentuje dwa przeciwstawne opisy zatoki, w której bitwa miała zostać stoczona. Zgodnie z pierwszym zatoka Hjorungavágr znajduje się na przeciwległym do lądu stałego wybrzeżu wyspy Hoð (obecnie Hareidlandet, w regionie Møre og Romsdal). Według opisu drugiego zatoka znajduje się na południowym krańcu wyspy Primsigð/Primsignd, na północ od wyspy Horund. Żadna z tych nazw nie jest dziś znana, ale chodzi zapewne o miejsce położone na południe od Ålesund.
Ostatecznie bitwa, w czasie której doszło do silnej burzy i gradobicia, została wygrana przez Norwegów, którzy rozgromili flotę duńsko-jomsborską, wzięli do niewoli i uśmiercili wielu przeciwników. Po bitwie ścięto kilkudziesięciu jeńców. Życie ocalił jedynie młody Wagn Akeson, którego waleczność ujęła zwycięzców.